# Sound Surveillance System

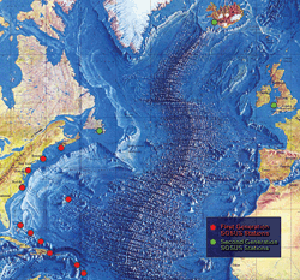
Pierwsze sensory pasywne rozmieszczone wzdłuż wschodniego wybrzeża USA

Sound Surveillance System (SOSUS) – amerykański system obserwacji akustycznej za pomocą sensorów pasywnych wielkich przestrzeni oceanicznych do lokalizacji radzieckich okrętów podwodnych o napędzie nuklearnym.
Będący częścią większego systemu Integrated Undersea Surveillance System (IUSS) system SOSUS opiera się na sieci pasywnych sonarów dennych rozmieszczonych w newralgicznych obszarach Atlantyku i Morza Północnego – dogodnych i możliwych przejściach radzieckich okrętów na otwarte przestrzenie oceaniczne w kierunku wybrzeży Stanów Zjednoczonych, a także półkolem wzdłuż wybrzeży USA. Po raz pierwszy zlokalizowano radziecki okręt podwodny za pomocą sieci SOSUS 26 czerwca 1962 roku. Z biegiem lat system był ustawicznie unowocześniany i rozszerzano jego zakres, po zakończeniu zimnej wojny jest częściowo używany także do celów cywilnych – głównie do badań nad wielkimi ssakami morskimi, a także do monitorowania zmian klimatycznych Ziemi.